# Филёвский мост
Филёвский мост (временное, условное название) — автомобильный мост с пешеходным движением через реку Москву на западе Москвы в Филёвской пойме.
Один из четырёх новых Мнёвниковских мостов.

## История
- Строительство моста началось в июне 2020 года и велось без нарушения речной навигации[2].
- В феврале 2024 года завершилась надвижка пролётного строения моста[3].
- 26 декабря 2024 года мост был открыт для автомобильного и пешеходного движения[2][4].

## Расположение
Филёвский автомобильный мост с пешеходным движением через реку Москву на западе Москвы в Филёвской пойме, соединяет районы Филёвский парк (правый берег) и остров Мнёвники (левый берег, район Хорошёво-Мневники), южнее Карамышевского гидроузла и шлюза №9.
Со стороны района Фили мост находится в створе улицы Мясищева и соединяется с Проектируемым проездом № 1166.

## Конструкция
Тип конструкции: висячий мост;
- Протяжённость сооружения — 231 метр,
- ширина — 30 метров,
- основной пролёт через реку — 120 метров,
- высота подмостового габарита — 11 метров,
- высота конструкции в местах установки пилонов — 25 метров от уровня воды,
- полосы для автомобилей — 4[5],
- тротуары — 2:
  - один — пешеходный, шириной 3,1 метра;
  - другой — совмещённый с велодорожкой, шириной 6,25 метров.

## Открытие
Изначально открытие моста было намечено на 2025 год, но в итоге оно состоялось 26 декабря 2024 года.

## Значение
Для жителей района Филёвский парк, с открытием моста, в пешеходной доступности оказалась станция БКЛ «Мнёвники».